# SR-71 (гурт)
SR-71 — американська поп-панк-група, сформована в 1998 році в Балтиморі, штат Меріленд. Найбільш відомими творіннями групи є: сингл 2000 року «Right Now», сингл «Tomorrow» (2002), а також SR-71 відомі як автори першого варіанту хіта гурту Bowling for Soup — «1985» (2004).
Назва групи походить від одного з досягнень американської воєнної технології — Lockheed SR-71 Blackbird, надзвукового розвідувального літака ВПС США.
З 2007 року, група офіційно знаходиться в статусі «перерва на невизначений термін», після релізу свого останнього альбому «Here We Go Again» в 2004 році. Творча діяльність групи зараз, в основному, виділяється в роботі вокаліста та гітариста  SR-71 Мітча Алана над соло-проектом.

## Склад групи
Поточний склад
- Мітч Алан (Mitch Allan) — основний вокал, гітара (в групі з 1998 року)
- Пет Демент (Pat DeMent) — гітара, вокал (в групі з 2003 року)
- Майк Руокко (Mike Ruocco) — бас-гітара, вокал (в групі з 2003 року)
- Джон Аллен (John Allen) — ударні, вокал (з 2002 року в групі)

Колишні учасники
- Mark Beauchemin – гітара, клавішні, бек-вокал (1998–2003)
- Jeff Reid – бас-гітара, клавішні, бек-вокал (1998–2003)
- Dan Garvin – ударні, перкусія, бек-вокал (1998–2001)

## Дискографія

### Студійні альбоми
| Рік  | Деталі альбому                                                  | US Billboard 200 | Сертифікати |
| ---- | --------------------------------------------------------------- | ---------------- | ----------- |
| 2000 | Now You See Inside - Released: 20 червня 2000 - Label: RCA      | 81               | Gold        |
| 2002 | Tomorrow - Released: 22 жовтня 2002 - Label: RCA                | 138              |             |
| 2004 | Here We Go Again - Released: 4 травня 2004 - Label: Crown Japan |                  |             |

### Збірки
- Cool Traxx! 2 (2000) — «Last Man on the Moon»
- Listen to What the Man Said (2001) — «My Brave Face»
- Loser Soundtrack (2000) — «Right Now»
- Splashdown Soundtrack (2001) — «Right Now»
- Crossing All Over Vol. 13 (2001) — «Right Now»
- The New Guy Soundtrack (2002) — «Let It Whip»
- Slap Her… She's French (2002) — «Right Now»

The song «Right Now» also appears in the PlayStation 2 game Splashdown.

### Сингли
| «Right Now»[A]                          | 2000 | 102 | 2  | 38 | 23 | 73 | Now You See Inside |
| «Politically Correct»                   | 2001 | —   | 22 | —  | —  | —  | Now You See Inside |
| «Empty Spaces»                          | 2001 | —   | —  | —  | —  | —  | Now You See Inside |
| «Tomorrow»                              | 2002 | —   | 18 | —  | —  | —  | Tomorrow           |
| «Goodbye»                               | 2002 | —   | —  | —  | —  | —  | Tomorrow           |
| «1985»                                  | 2004 | —   | —  | —  | —  | —  | Here We Go Again   |
| «Here We Go Again»                      | 2004 | —   | —  | —  | —  | —  | Here We Go Again   |
| «—» означає що сингл непотрапив в чарт. |      |     |    |    |    |    |                    |

Notes
- A.↑  «Right Now» peaked outside of the top 100 in the US Billboard Hot 100, therefore they are listed on the Bubbling Under Hot 100 Singles.